# Liste der Auszeichnungen von Mariah Carey
Dies ist eine Liste der Auszeichnungen der US-amerikanischen Pop/R&B Sängerin Mariah Carey. Berücksichtigt wurden nur Auszeichnungen, die von relevanten Institutionen vergeben wurden. Während ihrer Karriere gewann sie 125 Auszeichnungen und war etwa doppelt so häufig nominiert.
Ihre erfolgreichsten Jahre waren zwischen 1990 und 2010. So war sie von 1991 bis 2008 kontinuierlich bei den American Music Awards, den Billboard Music Awards, den BMI Pop Music Awards, den BRIT Awards sowie den Grammy Awards nominiert und gewann auch zahlreiche Preise. Bei den American Music Awards war sie die einzige Künstlerin, die den American Music Award for Achievement zweimal verliehen bekam (2000 und 2008).
Für die Arbeit an Filmen wie Glitter – Glanz eines Stars (2001), Precious – Das Leben ist kostbar (2009) sowie ihr Weihnachtsspecial war sie außerdem für diverse Filmpreise (darunter auch der Negativ-Preis Goldene Himbeere) nominiert.
Für eine Übersicht ihrer Musikauszeichnungen siehe Mariah Carey/Auszeichnungen für Musikverkäufe.

## Übersicht
| Award                                                | Jahr | Ausgezeichnet für                                            | Kategorie                                                                                     | Resultat  | Ref.          |
| ---------------------------------------------------- | ---- | ------------------------------------------------------------ | --------------------------------------------------------------------------------------------- | --------- | ------------- |
| Alliance of Women Film Journalists                   | 2009 | Als Teil der Besetzung von Precious – Das Leben ist kostbar  | Best Ensemble Cast                                                                            | Nominiert | [ 2 ]         |
| American Music Awards                                | 1991 | Mariah Carey                                                 | Favorite Pop/Rock Female Artist                                                               | Nominiert |               |
| American Music Awards                                | 1991 | Mariah Carey                                                 | Favorite Soul/R&B Female Artist                                                               | Nominiert |               |
| American Music Awards                                | 1991 | Mariah Carey                                                 | Favorite Pop/Rock New Artist                                                                  | Nominiert |               |
| American Music Awards                                | 1992 | Mariah Carey                                                 | Favorite Pop/Rock Female Artist                                                               | Nominiert |               |
| American Music Awards                                | 1992 | Mariah Carey                                                 | Favorite Soul/R&B Female Artist                                                               | Gewonnen  |               |
| American Music Awards                                | 1992 | Someday                                                      | Favorite Dance Single                                                                         | Nominiert |               |
| American Music Awards                                | 1993 | Mariah Carey                                                 | Favorite Pop/Rock Female Artist                                                               | Gewonnen  |               |
| American Music Awards                                | 1993 | Mariah Carey                                                 | Favorite Soul/R&B Female Artist                                                               | Nominiert |               |
| American Music Awards                                | 1993 | Mariah Carey                                                 | Favorite Adult Contemporary Artist                                                            | Nominiert |               |
| American Music Awards                                | 1993 | I'll Be There                                                | Favorite Pop/Rock Single                                                                      | Nominiert |               |
| American Music Awards                                | 1993 | MTV Unplugged EP                                             | Favorite Adult Contemporary Album                                                             | Gewonnen  |               |
| American Music Awards                                | 1993 | MTV Unplugged EP                                             | Favorite Soul/R&B Album                                                                       | Nominiert |               |
| American Music Awards                                | 1994 | Mariah Carey                                                 | Favorite Pop/Rock Female Artist                                                               | Nominiert |               |
| American Music Awards                                | 1994 | Mariah Carey                                                 | Favorite Soul/R&B Female Artist                                                               | Nominiert |               |
| American Music Awards                                | 1994 | Dreamlover                                                   | Favorite Soul/R&B Single                                                                      | Nominiert |               |
| American Music Awards                                | 1995 | Mariah Carey                                                 | Favorite Pop/Rock Female Artist                                                               | Gewonnen  |               |
| American Music Awards                                | 1995 | Mariah Carey                                                 | Favorite Adult Contemporary Artist                                                            | Nominiert |               |
| American Music Awards                                | 1995 | Music Box                                                    | Favorite Pop/Rock Album                                                                       | Nominiert |               |
| American Music Awards                                | 1995 | Music Box                                                    | Favorite Soul/R&B Album                                                                       | Nominiert |               |
| American Music Awards                                | 1996 | Mariah Carey                                                 | Favorite Pop/Rock Female Artist                                                               | Gewonnen  |               |
| American Music Awards                                | 1996 | Mariah Carey                                                 | Favorite Soul/R&B Female Artist                                                               | Gewonnen  |               |
| American Music Awards                                | 1997 | Mariah Carey                                                 | Favorite Pop/Rock Female Artist                                                               | Nominiert |               |
| American Music Awards                                | 1997 | Mariah Carey                                                 | Favorite Soul/R&B Female Artist                                                               | Nominiert |               |
| American Music Awards                                | 1997 | Mariah Carey                                                 | Favorite Adult Contemporary Artist                                                            | Nominiert |               |
| American Music Awards                                | 1997 | Daydream                                                     | Favorite Pop/Rock Album                                                                       | Nominiert |               |
| American Music Awards                                | 1997 | Daydream                                                     | Favorite Soul/R&B Album                                                                       | Nominiert |               |
| American Music Awards                                | 1998 | Mariah Carey                                                 | Favorite Soul/R&B Female Artist                                                               | Gewonnen  |               |
| American Music Awards                                | 2000 | Mariah Carey                                                 | Lifetime Achievement Award                                                                    | Gewonnen  |               |
| American Music Awards                                | 2005 | Mariah Carey                                                 | Artist of the Year                                                                            | Nominiert |               |
| American Music Awards                                | 2005 | Mariah Carey                                                 | Favorite Pop/Rock Female Artist                                                               | Nominiert |               |
| American Music Awards                                | 2005 | Mariah Carey                                                 | Favorite Soul/R&B Female Artist                                                               | Gewonnen  |               |
| American Music Awards                                | 2005 | The Emancipation of Mimi                                     | Favorite Pop/Rock Album                                                                       | Nominiert |               |
| American Music Awards                                | 2005 | The Emancipation of Mimi                                     | Favorite Soul/R&B Album                                                                       | Nominiert |               |
| American Music Awards                                | 2006 | Mariah Carey                                                 | Favorite Pop/Rock Female Artist                                                               | Nominiert |               |
| American Music Awards                                | 2006 | Mariah Carey                                                 | Favorite Soul/R&B Female Artist                                                               | Nominiert |               |
| American Music Awards                                | 2006 | The Emancipation of Mimi                                     | Favorite Soul/R&B Album                                                                       | Nominiert |               |
| American Music Awards                                | 2008 | Mariah Carey                                                 | Favorite Pop/Rock Female Artist                                                               | Nominiert |               |
| American Music Awards                                | 2008 | E=MC²                                                        | Favorite Soul/R&B Album                                                                       | Nominiert |               |
| Amigo Awards                                         | 1997 | Mariah Carey                                                 | Best International Female Solo Artist                                                         | Nominiert | [ 3 ]         |
| ARIA Music Awards                                    | 1994 | Mariah Carey                                                 | Most Popular International Solo Singer                                                        | Gewonnen  | [ 4 ]         |
| ARIA Music Awards                                    | 1994 | Music Box                                                    | Most Popular Album of the Year                                                                | Gewonnen  | [ 4 ]         |
| ARIA Music Awards                                    | 1994 | Music Box                                                    | Best Chart Album Performance                                                                  | Gewonnen  | [ 4 ]         |
| ALMA Awards                                          | 1999 | Around the World                                             | Outstanding Performance by Individual in a Music Series or Special                            | Nominiert | [ 5 ]         |
| ALMA Awards                                          | 1999 | Der Prinz von Ägypten                                        | Outstanding Performance of a Song for a Feature Film                                          | Nominiert | [ 5 ]         |
| ALMA Awards                                          | 1999 | When You Believe (mit Whitney Houston)                       | Outstanding Music Video                                                                       | Nominiert | [ 5 ]         |
| ALMA Awards                                          | 1999 | Honey                                                        | Outstanding Music Video                                                                       | Nominiert | [ 5 ]         |
| ALMA Awards                                          | 2000 | Heartbreaker                                                 | Outstanding Music Video Performers                                                            | Nominiert | [ 5 ]         |
| ALMA Awards                                          | 2002 | America: A Tribute to Heroes                                 | Outstanding Performance by Individual in a Music Series or Special                            | Nominiert | [ 5 ]         |
| ALMA Awards                                          | 2006 | Mariah Carey                                                 | Favorite Female Music Artist                                                                  | Nominiert | [ 5 ]         |
| Bambi                                                | 2005 | Mariah Carey                                                 | Pop Artist of the Year                                                                        | Gewonnen  | [ 6 ]         |
| Basenote Awards                                      | 2008 | M by Mariah Carey                                            | Best Celebrity Women's Fragrance                                                              | Gewonnen  | [ 7 ]         |
| Basenote Awards                                      | 2008 | M by Mariah Carey                                            | Best New Women's Fragrance                                                                    | Nominiert | [ 7 ]         |
| Basenote Awards                                      | 2008 | M by Mariah Carey                                            | Best Designer, Mainstream or Fine Fragrance                                                   | Nominiert | [ 7 ]         |
| Basenote Awards                                      | 2008 | M by Mariah Carey                                            | Best Women's Fragrance for Day Wear                                                           | Nominiert | [ 7 ]         |
| BET Awards                                           | 2005 | Mariah Carey                                                 | Best Female R&B Artist                                                                        | Nominiert | [ 5 ]         |
| BET Awards                                           | 2006 | Mariah Carey                                                 | Best Female R&B Artist                                                                        | Nominiert | [ 5 ]         |
| BET Awards                                           | 2006 | Don't Forget About Us                                        | Viewer's Choice                                                                               | Nominiert | [ 5 ]         |
| BET Awards                                           | 2008 | Mariah Carey                                                 | Best Female R&B Artist                                                                        | Nominiert | [ 5 ]         |
| Billboard Music Awards                               | 1991 | Mariah Carey                                                 | Top Pop Artist                                                                                | Gewonnen  | [ 8 ] [ 9 ]   |
| Billboard Music Awards                               | 1991 | Mariah Carey                                                 | Top Adult Contemporary Artist                                                                 | Gewonnen  | [ 8 ] [ 9 ]   |
| Billboard Music Awards                               | 1991 | Mariah Carey                                                 | Top Hot 100 Singles Artist                                                                    | Gewonnen  | [ 8 ] [ 9 ]   |
| Billboard Music Awards                               | 1991 | Mariah Carey                                                 | Album of the Year                                                                             | Gewonnen  | [ 8 ] [ 9 ]   |
| Billboard Music Awards                               | 1994 | Mariah Carey                                                 | Top Female Artist                                                                             | Gewonnen  | [ 8 ] [ 9 ]   |
| Billboard Music Awards                               | 1994 | Hero                                                         | Top Single                                                                                    | Nominiert | [ 8 ] [ 9 ]   |
| Billboard Music Awards                               | 1996 | Mariah Carey                                                 | Top Hot 100 Singles Artist                                                                    | Gewonnen  | [ 8 ] [ 9 ]   |
| Billboard Music Awards                               | 1996 | One Sweet Day                                                | Special Award                                                                                 | Gewonnen  | [ 8 ] [ 9 ]   |
| Billboard Music Awards                               | 1996 | One Sweet Day                                                | Single of the Year                                                                            | Nominiert | [ 8 ] [ 9 ]   |
| Billboard Music Awards                               | 1998 | Mariah Carey                                                 | Special Award                                                                                 | Gewonnen  | [ 8 ] [ 9 ]   |
| Billboard Music Awards                               | 1999 | Mariah Carey                                                 | Female Artist of the Year                                                                     | Nominiert | [ 8 ] [ 9 ]   |
| Billboard Music Awards                               | 1999 | Mariah Carey                                                 | Artist of the Decade – Pop                                                                    | Gewonnen  | [ 8 ] [ 9 ]   |
| Billboard Music Awards                               | 1999 | Mariah Carey                                                 | Artist of the Decade – R&B/Hip-Hop                                                            | Gewonnen  | [ 8 ] [ 9 ]   |
| Billboard Music Awards                               | 1999 | One Sweet Day (mit Boyz II Men)                              | Single of the Decade                                                                          | Gewonnen  | [ 8 ] [ 9 ]   |
| Billboard Music Awards                               | 2002 | Loverboy                                                     | Top R&B/Hip-Hop Single                                                                        | Gewonnen  | [ 8 ] [ 9 ]   |
| Billboard Music Awards                               | 2005 | Mariah Carey                                                 | Female R&B/Hip-Hop Artist of the Year                                                         | Gewonnen  | [ 8 ] [ 9 ]   |
| Billboard Music Awards                               | 2005 | Mariah Carey                                                 | Female Billboard 200 Album Artist of the Year                                                 | Gewonnen  | [ 8 ] [ 9 ]   |
| Billboard Music Awards                               | 2005 | Mariah Carey                                                 | Hot 100 Artist of the Year                                                                    | Nominiert | [ 8 ] [ 9 ]   |
| Billboard Music Awards                               | 2005 | Mariah Carey                                                 | R&B/Hip-Hop Artist of the Year                                                                | Nominiert | [ 8 ] [ 9 ]   |
| Billboard Music Awards                               | 2005 | We Belong Together                                           | Hot 100 Song of the Year                                                                      | Gewonnen  | [ 8 ] [ 9 ]   |
| Billboard Music Awards                               | 2005 | We Belong Together                                           | Rhythmic Top 40 Title of the Year                                                             | Gewonnen  | [ 8 ] [ 9 ]   |
| Billboard Music Awards                               | 2005 | We Belong Together                                           | Hot 100 Airplay of the Year                                                                   | Gewonnen  | [ 8 ] [ 9 ]   |
| Billboard Music Awards                               | 2005 | We Belong Together                                           | Top Hot R&B/Hip-Hop Song                                                                      | Nominiert | [ 8 ] [ 9 ]   |
| Billboard Music Awards                               | 2006 | Mariah Carey                                                 | Top R&B/Hip Hop Artist                                                                        | Gewonnen  | [ 8 ] [ 9 ]   |
| Billboard Music Awards                               | 2006 | Mariah Carey                                                 | Top R&B/Hip Hop Female Artist                                                                 | Gewonnen  | [ 8 ] [ 9 ]   |
| Billboard Music Awards                               | 2006 | Mariah Carey                                                 | Hot R&B/Hip-Hop Songs Artist                                                                  | Gewonnen  | [ 8 ] [ 9 ]   |
| Billboard Music Awards                               | 2006 | Mariah Carey                                                 | Hot R&B/Hip-Hop Albums Artist                                                                 | Gewonnen  | [ 8 ] [ 9 ]   |
| Billboard Music Awards                               | 2006 | The Emancipation of Mimi                                     | Top R&B/Hip-Hop Album                                                                         | Gewonnen  | [ 8 ] [ 9 ]   |
| Billboard Music Awards                               | 2006 | We Belong Together                                           | Hot R&B/Hip-Hop Songs                                                                         | Nominiert | [ 8 ] [ 9 ]   |
| Billboard Music Awards                               | 2006 | We Belong Together                                           | Hot R&B/Hip-Hop Airplay Songs                                                                 | Nominiert | [ 8 ] [ 9 ]   |
| Billboard Music Awards                               | 2019 | Mariah Carey                                                 | Icon Award                                                                                    | Gewonnen  | [ 8 ] [ 9 ]   |
| Billboard Music Awards                               | 2020 | Mariah Carey                                                 | Chart Achievement Award                                                                       | Nominiert | [ 8 ] [ 9 ]   |
| Black Reel Awards                                    | 2010 | Besetzung von Precious – Das Leben ist kostbar               | Best Ensemble Cast                                                                            | Gewonnen  | [ 10 ]        |
| Black Reel Awards                                    | 2010 | Mariah Carey                                                 | Best Supporting Actress                                                                       | Nominiert | [ 10 ]        |
| Blockbuster Entertainment Awards                     | 1995 | Mariah Carey                                                 | Favorite Pop Female Artist                                                                    | Gewonnen  | [ 5 ]         |
| Blockbuster Entertainment Awards                     | 1996 | Fantasy                                                      | Favorite Single                                                                               | Gewonnen  | [ 5 ]         |
| Blockbuster Entertainment Awards                     | 1996 | One Sweet Day (mit Boyz II Men)                              | Favorite Adult Contemporary Single                                                            | Gewonnen  | [ 5 ]         |
| Blockbuster Entertainment Awards                     | 1998 | Butterfly                                                    | Favorite Album by a Female Artist                                                             | Gewonnen  | [ 5 ]         |
| Blockbuster Entertainment Awards                     | 1999 | Mariah Carey                                                 | Favorite Pop Female Artist                                                                    | Gewonnen  | [ 5 ]         |
| Blockbuster Entertainment Awards                     | 2000 | Mariah Carey                                                 | Favourite Female R&B Artist                                                                   | Gewonnen  | [ 5 ]         |
| Blockbuster Entertainment Awards                     | 2000 | When You Believe (mit Whitney Houston)                       | Favorite Song from a Movie                                                                    | Nominiert | [ 5 ]         |
| BMI Pop Music Awards                                 | 1991 | Love Takes Time                                              | Song of the Year                                                                              | Gewonnen  | [ 11 ]        |
| BMI Pop Music Awards                                 | 1991 | Love Takes Time                                              | Best Songwriter                                                                               | Gewonnen  | [ 11 ]        |
| BMI Pop Music Awards                                 | 1991 | I Don't Wanna Cry                                            | Best Songwriter                                                                               | Gewonnen  | [ 11 ]        |
| BMI Pop Music Awards                                 | 1991 | Someday                                                      | Best Songwriter                                                                               | Gewonnen  | [ 11 ]        |
| BMI Pop Music Awards                                 | 1991 | Vision of Love                                               | Best Songwriter                                                                               | Gewonnen  | [ 11 ]        |
| BMI Pop Music Awards                                 | 1992 | Mariah Carey                                                 | Songwriter of The Year                                                                        | Gewonnen  | [ 11 ]        |
| BMI Pop Music Awards                                 | 1993 | Can't Let Go                                                 | Best Song                                                                                     | Gewonnen  | [ 11 ]        |
| BMI Pop Music Awards                                 | 1993 | Emotions                                                     | Best Song                                                                                     | Gewonnen  | [ 11 ]        |
| BMI Pop Music Awards                                 | 1993 | Make It Happen                                               | Best Song                                                                                     | Gewonnen  | [ 11 ]        |
| BMI Pop Music Awards                                 | 1994 | Dreamlover                                                   | Songwriter of the Year                                                                        | Gewonnen  | [ 11 ]        |
| BMI Pop Music Awards                                 | 1995 | Dreamlover                                                   | Songwriter of the Year                                                                        | Gewonnen  | [ 11 ]        |
| BMI Pop Music Awards                                 | 1995 | Hero                                                         | Songwriter of the Year                                                                        | Gewonnen  | [ 11 ]        |
| BMI Pop Music Awards                                 | 1995 | Anytime You Need a Friend                                    | Songwriter of the Year                                                                        | Gewonnen  | [ 11 ]        |
| BMI Pop Music Awards                                 | 1996 | Anytime You Need a Friend                                    | Songwriter of the Year                                                                        | Gewonnen  | [ 11 ]        |
| BMI Pop Music Awards                                 | 1997 | One Sweet Day                                                | Song of the Year                                                                              | Gewonnen  | [ 11 ]        |
| BMI Pop Music Awards                                 | 1997 | One Sweet Day                                                | Best Pop Songwriter                                                                           | Gewonnen  | [ 11 ]        |
| BMI Pop Music Awards                                 | 1997 | Fantasy                                                      | Best Pop Songwriter                                                                           | Gewonnen  | [ 11 ]        |
| BMI Pop Music Awards                                 | 1997 | Forever                                                      | Best Pop Songwriter                                                                           | Gewonnen  | [ 11 ]        |
| BMI Pop Music Awards                                 | 1997 | Always Be My Baby                                            | Best Pop Songwriter                                                                           | Gewonnen  | [ 11 ]        |
| BMI Pop Music Awards                                 | 1998 | Always Be My Baby                                            | Best Pop Songwriter                                                                           | Gewonnen  | [ 11 ]        |
| BMI Pop Music Awards                                 | 1999 | Mariah Carey                                                 | Songwriter of the Year                                                                        | Gewonnen  | [ 11 ]        |
| BMI Pop Music Awards                                 | 1999 | Butterfly                                                    | Songwriter of the Year                                                                        | Gewonnen  | [ 11 ]        |
| BMI Pop Music Awards                                 | 1999 | Honey                                                        | Songwriter of the Year                                                                        | Gewonnen  | [ 11 ]        |
| BMI Pop Music Awards                                 | 1999 | My All                                                       | Songwriter of the Year                                                                        | Gewonnen  | [ 11 ]        |
| BMI Pop Music Awards                                 | 2006 | We Belong Together                                           | Top Billboard Song                                                                            | Gewonnen  | [ 11 ]        |
| BMI Pop Music Awards                                 | 2006 | We Belong Together                                           | Most Performed Song                                                                           | Gewonnen  | [ 11 ]        |
| BMI Pop Music Awards                                 | 2006 | Don't Forget About Us                                        | Most Performed Song                                                                           | Gewonnen  | [ 11 ]        |
| BMI Pop Music Awards                                 | 2006 | Shake It Off                                                 | Most Performed Song                                                                           | Gewonnen  | [ 11 ]        |
| BMI Pop Music Awards                                 | 2007 | Shake It Off                                                 | Songwriter of the Year                                                                        | Gewonnen  | [ 11 ]        |
| BMI Pop Music Awards                                 | 2007 | Don't Forget About Us                                        | Songwriter of the Year                                                                        | Gewonnen  | [ 11 ]        |
| BMI Pop Music Awards                                 | 2008 | Touch My Body                                                | Songwriter of the Year                                                                        | Gewonnen  | [ 11 ]        |
| BMI Urban Awards                                     | 2012 | Mariah Carey                                                 | Icon Award                                                                                    | Gewonnen  | [ 11 ]        |
| Boston Society of Film Critics                       | 2009 | Besetzung von Precious – Das Leben ist kostbar               | Best Ensemble Cast                                                                            | Gewonnen  | [ 12 ]        |
| Bravo Otto                                           | 1994 | Mariah Carey                                                 | Best Female Artist                                                                            | Gewonnen  | [ 13 ]        |
| Bravo Otto                                           | 1995 | Mariah Carey                                                 | Best Female Artist                                                                            | Gewonnen  | [ 13 ]        |
| Bravo Otto                                           | 1996 | Mariah Carey                                                 | Best Female Artist                                                                            | Gewonnen  | [ 13 ]        |
| Bravo Otto                                           | 1997 | Mariah Carey                                                 | Best Female Artist                                                                            | Gewonnen  | [ 13 ]        |
| Bravo Otto                                           | 1998 | Mariah Carey                                                 | Best Female Artist                                                                            | Nominiert | [ 13 ]        |
| BRIT Awards                                          | 1991 | Mariah Carey                                                 | International Breakthrough Act                                                                | Nominiert | [ 5 ]         |
| BRIT Awards                                          | 1991 | Mariah Carey                                                 | International Female Solo Artist                                                              | Nominiert | [ 5 ]         |
| BRIT Awards                                          | 1994 | Mariah Carey                                                 | International Female Solo Artist                                                              | Nominiert | [ 5 ]         |
| BRIT Awards                                          | 1996 | Mariah Carey                                                 | International Female Solo Artist                                                              | Nominiert | [ 5 ]         |
| BRIT Awards                                          | 2006 | Mariah Carey                                                 | International Female Solo Artist                                                              | Nominiert | [ 5 ]         |
| Congressional Award                                  | 1999 | Camp Mariah                                                  | The Horizon Award                                                                             | Gewonnen  | [ 14 ]        |
| Critics' Choice Movie Awards                         | 2014 | Besetzung von Der Butler                                     | Best Acting Ensemble                                                                          | Nominiert | [ 15 ]        |
| Echo Awards                                          | 1995 | Mariah Carey                                                 | International Rock/Pop Female Artist                                                          | Gewonnen  | [ 16 ]        |
| Fifi Awards                                          | 2011 | Lollipop Bling by Mariah Carey                               | Best Packaging of the Year                                                                    | Nominiert | [ 17 ]        |
| GLAAD Media Awards                                   | 2016 | Mariah Carey                                                 | Ally Award                                                                                    | Gewonnen  | [ 18 ]        |
| Golden Globe Awards                                  | 2018 | The Star aus dem Bo und der Weihnachtsstern                  | Bester Filmsong                                                                               | Nominiert | [ 19 ]        |
| Golden Raspberry Awards                              | 2002 | Mariah Carey in Glitter – Glanz eines Stars                  | Schlechteste Schauspielerin                                                                   | Gewonnen  | [ 20 ]        |
| Golden Raspberry Awards                              | 2002 | Mariah Carey und ihr Anzug in Glitter – Glanz eines Stars    | Schlechteste Filmpaarung                                                                      | Nominiert | [ 20 ]        |
| Grammy Awards                                        | 1991 | Mariah Carey                                                 | Album of the Year                                                                             | Nominiert | [ 21 ]        |
| Grammy Awards                                        | 1991 | Vision of Love                                               | Record of the Year                                                                            | Nominiert | [ 21 ]        |
| Grammy Awards                                        | 1991 | Vision of Love                                               | Song of the Year                                                                              | Nominiert | [ 21 ]        |
| Grammy Awards                                        | 1991 | Vision of Love                                               | Best Pop Vocal Performance, Female                                                            | Gewonnen  | [ 21 ]        |
| Grammy Awards                                        | 1991 | Mariah Carey                                                 | Best New Artist                                                                               | Gewonnen  | [ 21 ]        |
| Grammy Awards                                        | 1992 | Mariah Carey (mit Walter Afanasieff)                         | Producer of the Year, Non-Classical                                                           | Nominiert | [ 21 ]        |
| Grammy Awards                                        | 1992 | Emotions                                                     | Best Pop Vocal Performance, Female                                                            | Nominiert | [ 21 ]        |
| Grammy Awards                                        | 1993 | I'll Be There (mit Trey Lorenz)                              | Best R&B Performance by a Duo or Group with Vocals                                            | Nominiert | [ 21 ]        |
| Grammy Awards                                        | 1993 | MTV Unplugged EP                                             | Best Pop Vocal Performance, Female                                                            | Nominiert | [ 21 ]        |
| Grammy Awards                                        | 1994 | Dreamlover                                                   | Best Pop Vocal Performance, Female                                                            | Nominiert | [ 21 ]        |
| Grammy Awards                                        | 1995 | Hero                                                         | Best Female Pop Vocal Performance                                                             | Nominiert | [ 21 ]        |
| Grammy Awards                                        | 1995 | Endless Love (mit Luther Vandross)                           | Best Pop Collaboration with Vocals                                                            | Nominiert | [ 21 ]        |
| Grammy Awards                                        | 1996 | Daydream                                                     | Album of the Year                                                                             | Nominiert | [ 21 ]        |
| Grammy Awards                                        | 1996 | Daydream                                                     | Best Pop Vocal Album                                                                          | Nominiert | [ 21 ]        |
| Grammy Awards                                        | 1996 | Fantasy                                                      | Best Female Pop Vocal Performance                                                             | Nominiert | [ 21 ]        |
| Grammy Awards                                        | 1996 | One Sweet Day (mit Boyz II Men)                              | Record of the Year                                                                            | Nominiert | [ 21 ]        |
| Grammy Awards                                        | 1996 | One Sweet Day (mit Boyz II Men)                              | Best Pop Collaboration with Vocals                                                            | Nominiert | [ 21 ]        |
| Grammy Awards                                        | 1996 | Always Be My Baby                                            | Best Female R&B Vocal Performance                                                             | Nominiert | [ 21 ]        |
| Grammy Awards                                        | 1998 | Honey                                                        | Best Female R&B Vocal Performance                                                             | Nominiert | [ 21 ]        |
| Grammy Awards                                        | 1998 | Honey                                                        | Best R&B Song                                                                                 | Nominiert | [ 21 ]        |
| Grammy Awards                                        | 1998 | Butterfly                                                    | Best Female Pop Vocal Performance                                                             | Nominiert | [ 21 ]        |
| Grammy Awards                                        | 2000 | When You Believe (mit Whitney Houston)                       | Best Pop Collaboration with Vocals                                                            | Nominiert | [ 21 ]        |
| Grammy Awards                                        | 2001 | Thank God I Found You (feat. Joe & 98 Degrees)               | Best Pop Collaboration with Vocals                                                            | Nominiert | [ 21 ]        |
| Grammy Awards                                        | 2006 | The Emancipation of Mimi                                     | Album of the Year                                                                             | Nominiert | [ 21 ]        |
| Grammy Awards                                        | 2006 | The Emancipation of Mimi                                     | Best Contemporary R&B Album                                                                   | Gewonnen  | [ 21 ]        |
| Grammy Awards                                        | 2006 | We Belong Together                                           | Record of the Year                                                                            | Nominiert | [ 21 ]        |
| Grammy Awards                                        | 2006 | We Belong Together                                           | Song of the Year                                                                              | Nominiert | [ 21 ]        |
| Grammy Awards                                        | 2006 | We Belong Together                                           | Best R&B Song                                                                                 | Gewonnen  | [ 21 ]        |
| Grammy Awards                                        | 2006 | We Belong Together                                           | Best Female R&B Vocal Performance                                                             | Gewonnen  | [ 21 ]        |
| Grammy Awards                                        | 2006 | It's Like That                                               | Best Female Pop Vocal Performance                                                             | Nominiert | [ 21 ]        |
| Grammy Awards                                        | 2006 | Mine Again                                                   | Best Traditional R&B Vocal Performance                                                        | Nominiert | [ 21 ]        |
| Grammy Awards                                        | 2007 | Don't Forget About Us                                        | Best R&B Song                                                                                 | Nominiert | [ 21 ]        |
| Grammy Awards                                        | 2007 | Don't Forget About Us                                        | Best Female R&B Vocal Performance                                                             | Nominiert | [ 21 ]        |
| Grammy Awards                                        | 2009 | I Understand (mit Kim Burrell, Rance Allen & Bebe Winans)    | Best Gospel Performance                                                                       | Nominiert | [ 21 ]        |
| Hollywood Make-Up and Hair-Stylist Awards            | 2021 | Mariah Carey's Magical Christmas Special                     | Best Contemporary Hair Styling for a Television Special                                       | Nominiert | [ 22 ]        |
| Hollywood Make-Up and Hair-Stylist Awards            | 2021 | Mariah Carey's Magical Christmas Special                     | Best Contemporary Make-Up for a Television Special                                            | Nominiert | [ 22 ]        |
| Hollywood Walk of Fame                               | 2015 | Mariah Carey                                                 | Recording                                                                                     | Gewonnen  | [ 23 ]        |
| Hungarian Music Awards                               | 2009 | E=MC²                                                        | Best Foreign Dance-Pop Album                                                                  | Gewonnen  | [ 24 ]        |
| IFPI Platinum Europe Awards                          | 1996 | Daydream                                                     | Platinum Europe Award                                                                         | Gewonnen  | [ 25 ]        |
| IFPI Platinum Europe Awards                          | 1996 | Merry Christmas                                              | Platinum Europe Award                                                                         | Gewonnen  | [ 25 ]        |
| IFPI Platinum Europe Awards                          | 1997 | Butterfly                                                    | Platinum Europe Award                                                                         | Gewonnen  | [ 25 ]        |
| IFPI Platinum Europe Awards                          | 1998 | #1's                                                         | Platinum Europe Award                                                                         | Gewonnen  | [ 25 ]        |
| IFPI Platinum Europe Awards                          | 1999 | Rainbow                                                      | Platinum Europe Award                                                                         | Gewonnen  | [ 25 ]        |
| IFPI Platinum Europe Awards                          | 2003 | #1's (2×)                                                    | Platinum Europe Award                                                                         | Gewonnen  | [ 25 ]        |
| IFPI Platinum Europe Awards                          | 2005 | The Emancipation of Mimi                                     | Platinum Europe Award                                                                         | Gewonnen  | [ 25 ]        |
| Imagen Awards                                        | 2021 | Mariah Carey's Magical Christmas Special                     | Best Primetime Program – Special or Movie                                                     | Nominiert | [ 26 ]        |
| Ivor Novello Award                                   | 1995 | Without You                                                  | The International Hit of the Year                                                             | Nominiert | [ 27 ]        |
| Japan Golden Disc Awards                             | 1995 | Mariah Carey                                                 | International Artist of the Year                                                              | Gewonnen  | [ 28 ]        |
| Japan Golden Disc Awards                             | 1996 | Mariah Carey                                                 | International Artist of the Year                                                              | Gewonnen  | [ 28 ]        |
| Japan Golden Disc Awards                             | 1996 | Daydream                                                     | International Pop Album of the Year                                                           | Gewonnen  | [ 28 ]        |
| Japan Golden Disc Awards                             | 1998 | Butterfly                                                    | International Pop Album of the Year                                                           | Gewonnen  | [ 28 ]        |
| Japan Golden Disc Awards                             | 1999 | #1's                                                         | International Pop Album of the Year                                                           | Gewonnen  | [ 28 ]        |
| Japan Golden Disc Awards                             | 2000 | Rainbow                                                      | International Pop Album of the Year                                                           | Gewonnen  | [ 28 ]        |
| Japan Golden Disc Awards                             | 2003 | Charmbracelet                                                | Pop & Rock Album of the Year                                                                  | Gewonnen  | [ 28 ]        |
| Juno Awards                                          | 1997 | Daydream                                                     | Best Selling Album (Foreign or Domestic)                                                      | Nominiert | [ 29 ]        |
| The Long Island Music and Entertainment Hall of Fame | 2008 | Mariah Carey                                                 | Inductee                                                                                      | Gewonnen  | [ 30 ]        |
| Mnet Music Video Festival                            | 2001 | Loverboy                                                     | Best International Artist                                                                     | Nominiert | [ 31 ] [ 32 ] |
| MOBO Awards                                          | 2009 | Mariah Carey                                                 | Best International Act                                                                        | Nominiert |               |
| MTV Asia Awards                                      | 2002 | Mariah Carey                                                 | Favorite Female Artist                                                                        | Nominiert | [ 33 ]        |
| MTV Asia Awards                                      | 2004 | Mariah Carey                                                 | Lifetime Achievement Award                                                                    | Gewonnen  | [ 34 ]        |
| MTV Asia Awards                                      | 2006 | Mariah Carey                                                 | Favorite Female Artist                                                                        | Nominiert | [ 35 ]        |
| MTV Australia Awards                                 | 2006 | Shake It Off                                                 | Best Female Artist                                                                            | Nominiert |               |
| MTV Australia Awards                                 | 2006 | Shake It Off                                                 | Best R&B Video                                                                                | Nominiert |               |
| MTV Europe Music Awards                              | 1994 | Mariah Carey                                                 | Best Female                                                                                   | Gewonnen  | [ 36 ]        |
| MTV Europe Music Awards                              | 1998 | Mariah Carey                                                 | Best Female                                                                                   | Nominiert | [ 36 ]        |
| MTV Europe Music Awards                              | 1999 | Mariah Carey                                                 | Best R&B                                                                                      | Nominiert | [ 36 ]        |
| MTV Europe Music Awards                              | 2001 | Mariah Carey                                                 | Best Female                                                                                   | Nominiert | [ 36 ]        |
| MTV Europe Music Awards                              | 2005 | Mariah Carey                                                 | Best Female                                                                                   | Nominiert | [ 36 ]        |
| MTV Europe Music Awards                              | 2005 | Mariah Carey                                                 | Best R&B                                                                                      | Nominiert | [ 36 ]        |
| MTV Immies                                           | 2005 | Mariah Carey                                                 | Best International Female Pop Act                                                             | Gewonnen  | [ 36 ]        |
| MTV Millennial Awards                                | 2017 | Mariah Carey at New Year's Eve                               | Ridiculous of the Year                                                                        | Nominiert | [ 36 ]        |
| MTV Video Music Awards                               | 1996 | „One Sweet Day“ (with Boyz II Men)                           | Best R&B Video                                                                                | Nominiert | [ 36 ]        |
| MTV Video Music Awards                               | 1998 | Honey (Remix)                                                | Best Female Video                                                                             | Nominiert | [ 36 ]        |
| MTV Video Music Awards                               | 2003 | I Know What You Want (with Busta Rhymes)                     | Best Hip-Hop Video                                                                            | Nominiert | [ 36 ]        |
| MTV Video Music Awards                               | 2005 | We Belong Together                                           | Best Female Video                                                                             | Nominiert | [ 36 ]        |
| MTV Video Music Awards                               | 2005 | We Belong Together                                           | Best R&B Video                                                                                | Nominiert | [ 36 ]        |
| MTV Video Music Awards                               | 2006 | Shake It Off                                                 | Best R&B Video                                                                                | Nominiert | [ 36 ]        |
| MTV Video Music Awards                               | 2008 | Touch My Body                                                | Best Female Video                                                                             | Nominiert | [ 36 ]        |
| MTV Video Music Awards                               | 2022 | Big Energy (Remix) (with Latto)                              | Song of the Summer                                                                            | Nominiert | [ 36 ]        |
| MTV Video Music Awards Japan                         | 2006 | We Belong Together                                           | Best Female Video                                                                             | Nominiert |               |
| MTV Video Music Awards Japan                         | 2006 | We Belong Together                                           | Best R&B Video                                                                                | Nominiert |               |
| MTV Video Music Awards Japan                         | 2008 | Mariah Carey                                                 | MTV Video Vanguard Award                                                                      | Gewonnen  |               |
| MTV Video Music Awards Japan                         | 2009 | Touch My Body                                                | Best Karaokee! Song                                                                           | Nominiert | [ 37 ]        |
| MuchMusic Video Awards                               | 2006 | Don’t Forget About Us                                        | Best International Video – Artist                                                             | Nominiert | [ 38 ]        |
| Music Week Awards                                    | 2021 | Mariah Carey                                                 | Catalogue Marketing Campaign                                                                  | Nominiert | [ 39 ]        |
| Myx Music Awards                                     | 2006 | We Belong Together                                           | International Music Video                                                                     | Gewonnen  | [ 40 ]        |
| NAACP Image Awards                                   | 1996 | Mariah Carey                                                 | Outstanding Female Artist                                                                     | Nominiert | [ 41 ]        |
| NAACP Image Awards                                   | 1996 | One Sweet Day (mit Boyz II Men)                              | Outstanding Performance in a Variety Serials/Specials                                         | Nominiert | [ 41 ]        |
| NAACP Image Awards                                   | 1998 | Mariah Carey                                                 | Outstanding Female Artist                                                                     | Nominiert | [ 42 ]        |
| NAACP Image Awards                                   | 1999 | Number 1's                                                   | Outstanding Album                                                                             | Nominiert | [ 43 ]        |
| NAACP Image Awards                                   | 1999 | When You Believe (mit Whitney Houston)                       | Outstanding Duo or Group                                                                      | Gewonnen  | [ 43 ]        |
| NAACP Image Awards                                   | 1999 | When You Believe (mit Whitney Houston)                       | Outstanding Music Video                                                                       | Nominiert | [ 43 ]        |
| NAACP Image Awards                                   | 1999 | When You Believe (mit Whitney Houston)                       | Outstanding Song                                                                              | Nominiert | [ 43 ]        |
| NAACP Image Awards                                   | 2006 | Mariah Carey                                                 | Outstanding Female Artist                                                                     | Nominiert | [ 44 ]        |
| NAACP Image Awards                                   | 2006 | The Emancipation of Mimi                                     | Outstanding Album                                                                             | Gewonnen  | [ 44 ]        |
| NAACP Image Awards                                   | 2006 | We Belong Together                                           | Outstanding Song                                                                              | Nominiert | [ 44 ]        |
| NAACP Image Awards                                   | 2006 | We Belong Together                                           | Outstanding Music Video                                                                       | Nominiert | [ 44 ]        |
| NAACP Image Awards                                   | 2009 | Mariah Carey                                                 | Outstanding Female Artist                                                                     | Nominiert | [ 45 ]        |
| NAACP Image Awards                                   | 2010 | Memoirs of an Imperfect Angel                                | Outstanding Album                                                                             | Nominiert | [ 46 ]        |
| NAACP Image Awards                                   | 2010 | Mariah Carey in Precious                                     | Outstanding Supporting Actress in a Motion Picture                                            | Nominiert | [ 46 ]        |
| NAACP Image Awards                                   | 2014 | #Beautiful (mit Miguel)                                      | Outstanding Duo of Group                                                                      | Nominiert | [ 47 ]        |
| NAACP Image Awards                                   | 2023 | Big Energy (Remix) (Latto feat. Mariah Carey and DJ Khaled)  | Outstanding Duo, Group or Collaboration (Contemporary)                                        | Nominiert | [ 48 ]        |
| NARM Awards                                          | 1996 | Daydream                                                     | Best Selling R&B Recording                                                                    | Gewonnen  | [ 49 ]        |
| NARM Awards                                          | 1996 | Fantasy                                                      | Best Selling Dance Recording                                                                  | Gewonnen  | [ 49 ]        |
| Nickelodeon Kids’ Choice Awards                      | 1992 | Mariah Carey                                                 | Favorite Female Singer/Group                                                                  | Nominiert |               |
| Nickelodeon Kids’ Choice Awards                      | 1994 | Mariah Carey                                                 | Favorite Singer                                                                               | Nominiert |               |
| Nickelodeon Kids’ Choice Awards                      | 1995 | Mariah Carey                                                 | Favorite Singer                                                                               | Nominiert | [ 50 ]        |
| Nickelodeon Kids’ Choice Awards                      | 1996 | One Sweet Day (mit Boyz II Men)                              | Favorite Song                                                                                 | Nominiert |               |
| Nickelodeon Kids’ Choice Awards                      | 1997 | Always Be My Baby                                            | Favorite Song                                                                                 | Nominiert |               |
| Nickelodeon Kids’ Choice Awards                      | 1998 | Mariah Carey                                                 | Favorite Singer                                                                               | Nominiert |               |
| Nickelodeon Kids’ Choice Awards                      | 2006 | We Belong Together                                           | Favorite Song                                                                                 | Nominiert | [ 51 ]        |
| Nickelodeon Kids’ Choice Awards                      | 2006 | Mariah Carey                                                 | Favorite Singer                                                                               | Nominiert | [ 51 ]        |
| NRJ Music Awards                                     | 2000 | Mariah Carey                                                 | International Female Artist of the Year                                                       | Gewonnen  | [ 52 ]        |
| NRJ Music Awards                                     | 2020 | Mariah Carey                                                 | International Icon                                                                            | Gewonnen  |               |
| Palm Springs International Film Festival             | 2010 | Mariah Carey in Precious – Das Leben ist kostbar             | Breakthrough Performance Award                                                                | Gewonnen  |               |
| People's Choice Awards                               | 1996 | Mariah Carey                                                 | Favorite Female Musical Performer                                                             | Gewonnen  | [ 53 ]        |
| People's Choice Awards                               | 2007 | Shake It Off                                                 | Favorite R&B Song                                                                             | Nominiert | [ 54 ]        |
| People's Choice Awards                               | 2010 | Mariah Carey                                                 | Favorite R&B Artist                                                                           | Gewonnen  | [ 55 ]        |
| Pop Corn Music Awards                                | 1994 | Mariah Carey                                                 | Best Female Artist                                                                            | Gewonnen  |               |
| Pop Corn Music Awards                                | 1994 | Music Box                                                    | Best Album                                                                                    | Gewonnen  |               |
| Primetime Emmy Awards                                | 2021 | Mariah Carey's Magical Christmas Special                     | Outstanding Contemporary Makeup for a Variety, Nonfiction or Reality Program (Non-Prosthetic) | Nominiert | [ 56 ]        |
| Screen Actors Guild                                  | 2009 | Besetzung von Precious – Das Leben ist kostbar               | Outstanding Performance by a Cast in a Motion Picture                                         | Nominiert | [ 57 ]        |
| Screen Actors Guild                                  | 2013 | Besetzung von The Butler                                     | Outstanding Performance by a Cast in a Motion Picture                                         | Nominiert | [ 58 ]        |
| Smash Hits Poll Winners Party                        | 1994 | Mariah Carey                                                 | Best Female Solo Singer                                                                       | Gewonnen  |               |
| Smash Hits Poll Winners Party                        | 1995 | Mariah Carey                                                 | Best Female Solo Singer                                                                       | Gewonnen  |               |
| Songwriters Hall of Fame                             | 2022 | Mariah Carey                                                 | Inductee                                                                                      | Gewonnen  | [ 59 ]        |
| Soul Train Music Awards                              | 1991 | Mariah Carey                                                 | Best R&B/Soul or Rap New Artist                                                               | Gewonnen  | [ 5 ]         |
| Soul Train Music Awards                              | 1991 | Mariah Carey                                                 | Best R&B/Soul Album, Female                                                                   | Gewonnen  | [ 5 ]         |
| Soul Train Music Awards                              | 1991 | Vision of Love                                               | Best R&B/Soul Song of the Year                                                                | Nominiert | [ 5 ]         |
| Soul Train Music Awards                              | 1991 | Vision of Love                                               | Best R&B/Soul Single, Female                                                                  | Gewonnen  | [ 5 ]         |
| Soul Train Music Awards                              | 1992 | Emotions                                                     | Best R&B/Soul Album, Female                                                                   | Nominiert | [ 5 ]         |
| Soul Train Music Awards                              | 1993 | MTV Unplugged EP                                             | Best R&B/Soul Album, Female                                                                   | Nominiert | [ 5 ]         |
| Soul Train Music Awards                              | 1994 | Music Box                                                    | Best R&B/Soul Album, Female                                                                   | Nominiert | [ 5 ]         |
| Soul Train Music Awards                              | 1996 | Daydream                                                     | Best R&B/Soul Album, Female                                                                   | Nominiert | [ 5 ]         |
| Soul Train Music Awards                              | 2000 | Heartbreaker (with Jay-Z)                                    | Best R&B/Soul Single, Female                                                                  | Nominiert | [ 5 ]         |
| Soul Train Music Awards                              | 2006 | The Emancipation of Mimi                                     | Best R&B/Soul Album, Female                                                                   | Gewonnen  | [ 5 ]         |
| Soul Train Music Awards                              | 2006 | We Belong Together                                           | Best R&B Soul Single, Female                                                                  | Gewonnen  | [ 5 ]         |
| Soul Train Music Awards                              | 2018 | Mariah Carey                                                 | Best R&B/Soul Female Artist                                                                   | Nominiert | [ 5 ]         |
| Stinkers Bad Movie Awards                            | 1998 | When You Believe (mit Whitney Houston)                       | Worst Song in a Motion Picture                                                                | Nominiert | [ 60 ]        |
| Stinkers Bad Movie Awards                            | 1998 | Wild Prairie                                                 | Worst Album                                                                                   | Gewonnen  |               |
| Stinkers Bad Movie Awards                            | 1999 | Mariah Carey in Der Junggeselle                              | Worst Screen Debut                                                                            | Nominiert | [ 61 ]        |
| Stinkers Bad Movie Awards                            | 1999 | Mariah Carey in Der Junggeselle                              | Musicians Who Shouldn't Be Acting                                                             | Gewonnen  | [ 61 ]        |
| Stinkers Bad Movie Awards                            | 2001 | Mariah Carey in Glitter – Glanz eines Stars                  | Worst Actress                                                                                 | Gewonnen  | [ 62 ]        |
| Stinkers Bad Movie Awards                            | 2001 | Loverboy                                                     | Worst Song in a Film                                                                          | Gewonnen  | [ 62 ]        |
| Stinkers Bad Movie Awards                            | 2001 | Mariah Carey and Max Beesley                                 | Worst On-Screen Couple                                                                        | Nominiert | [ 62 ]        |
| Teen Choice Awards                                   | 2000 | Mariah Carey                                                 | Choice Female Artist                                                                          | Nominiert | [ 63 ]        |
| Teen Choice Awards                                   | 2000 | Thank God I Found You (feat. Joe & 98 Degrees)               | Choice Love Song                                                                              | Nominiert | [ 63 ]        |
| Teen Choice Awards                                   | 2003 | I Know What You Want (mit Busta Rhymes feat. Flipmode Squad) | Choice Rap Track                                                                              | Nominiert |               |
| Teen Choice Awards                                   | 2005 | Mariah Carey                                                 | Choice Music: R&B Artist                                                                      | Gewonnen  | [ 64 ]        |
| Teen Choice Awards                                   | 2005 | We Belong Together                                           | Choice Music: Love Song                                                                       | Gewonnen  | [ 64 ]        |
| Teen Choice Awards                                   | 2008 | Mariah Carey                                                 | Choice Music: Female Artist                                                                   | Nominiert | [ 65 ]        |
| Teen Choice Awards                                   | 2008 | Bye Bye                                                      | Choice Music: R&B Track                                                                       | Nominiert | [ 65 ]        |
| Teen Choice Awards                                   | 2013 | #Beautiful                                                   | Choice Music: R&B/Hip-Hop Song                                                                | Nominiert | [ 66 ]        |
| World Music Awards                                   | 1995 | Mariah Carey                                                 | Best Selling American Recording Artist                                                        | Gewonnen  |               |
| World Music Awards                                   | 1995 | Mariah Carey                                                 | Best Selling Pop Artist                                                                       | Gewonnen  |               |
| World Music Awards                                   | 1996 | Mariah Carey                                                 | Best Selling Overall Female Recording Artist                                                  | Gewonnen  |               |
| World Music Awards                                   | 1996 | Mariah Carey                                                 | Best Selling American Female Recording Artist                                                 | Gewonnen  |               |
| World Music Awards                                   | 1996 | Mariah Carey                                                 | Best Selling Female Pop Artist                                                                | Gewonnen  |               |
| World Music Awards                                   | 1996 | Mariah Carey                                                 | Best Selling Female R&B Artist                                                                | Gewonnen  |               |
| World Music Awards                                   | 1998 | Mariah Carey                                                 | Best Selling Female R&B Artist                                                                | Gewonnen  |               |
| World Music Awards                                   | 2000 | Mariah Carey                                                 | Best Selling R&B Female                                                                       | Gewonnen  |               |
| World Music Awards                                   | 2003 | Mariah Carey                                                 | World Music Diamond Award                                                                     | Gewonnen  |               |
| World Music Awards                                   | 2005 | Mariah Carey                                                 | Female Entertainer Of The Year                                                                | Gewonnen  |               |
| World Music Awards                                   | 2005 | Mariah Carey                                                 | Best Selling Pop Female Artist                                                                | Gewonnen  |               |
| World Music Awards                                   | 2005 | Mariah Carey                                                 | Best Selling R&B Artist                                                                       | Gewonnen  |               |
| World Music Awards                                   | 2005 | We Belong Together                                           | World's Most-Played Single                                                                    | Gewonnen  |               |
| World Music Awards                                   | 2008 | Mariah Carey                                                 | Best Selling R&B Female Artist                                                                | Nominiert |               |
| World Music Awards                                   | 2014 | Mariah Carey                                                 | Pop Icon Award                                                                                | Gewonnen  |               |
| World Music Awards                                   | 2014 | Mariah Carey                                                 | World's Best Female Artist                                                                    | Nominiert |               |
| World Music Awards                                   | 2014 | Mariah Carey                                                 | Solo Artist with the Most Number One Singles in America                                       | Gewonnen  |               |
| World Music Awards                                   | 2014 | Mariah Carey                                                 | World's Best Live Act                                                                         | Nominiert |               |
| World Music Awards                                   | 2014 | Mariah Carey                                                 | World's Best Entertainer of the Year                                                          | Nominiert |               |

## Weltrekorde
Daneben hält sie drei Rekorde von Guinness World Records mit ihrem Song All I Want for Christmas Is You: höchste Chartplatzierung  eines Solokünstlers in der Holiday-Season in den Billboard Hot 100, der am häufigsten gespielte Track auf Spotify innerhalb von 24 Stunden und die meisten Wochen eines Weihnachtsliedes in den britischen Top 10. Sie hält außerdem den Rekord für die meisten US-Nummer-1-Singles mit 18 Songs. Damit schlägt sie Elvis Presley um genau einen Nummer-eins-Hit. Außerdem nannte Guinness sie den „Songbird Supreme“, da sie ein Stimmvolumen von fünf Oktaven zeigen kann.